# Archidiocèse de San Antonio
L'archidiocèse de San Antonio est un diocèse catholique situé au Texas, aux États-Unis. Créé en 1874, il est devient archidiocèse en 1926. Couvrant une partie du centre du Texas, il est également siège métropolitain de la province ecclésiastique de San Antonio et de ses 7 diocèses suffragants, qui couvrent environ la moitié ouest de l'État.
Son archevêque actuel est Mgr Gustavo Garcia-Siller, M.Sp.S.. Il est assisté d'un évêque auxiliaire, Mgr Michael J. Boulette.

## Histoire
Jusqu'en 1847, l'Eglise catholique au Texas est structurée en préfecture (puis vicariat) apostolique du Texas. Le 4 mai 1847 est créé le premier diocèse du Texas, le diocèse de Galveston, rattaché à l'archidiocèse de La Nouvelle-Orléans en 1850.
Le 28 août 1874, le diocèse de Galveston est démembré : le nouveau diocèse de San Antonio est créé canoniquement par le Saint Siège pour prendre en charge la partie nord du territoire. Ce territoire évolue à plusieurs reprises, au gré de la création de nouveaux diocèses : en 1914 (avec les diocèses de Dallas et de Tucson) pour créer le diocèse d'El Paso et en 1926 (avec le diocèse de Dallas) pour créer le diocèse d'Amarillo.
Le 3 août 1926, le diocèse est élevé au rang d'archidiocèse métropolitain, quittant ainsi l'autorité du siège de La Nouvelle-Orléans. Son autorité métropolitaine s'étend sur tout le Texas.
De nouvelles modifications territoriales interviennent en 1947, 1982 et 2000, pour les créations respectives des diocèses d'Austin, de Victoria et de Laredo.

## Territoire
L'archidiocèse couvre 60.036 km² de territoires comprenant la ville de San Antonio et les comtés suivants : Val Verde, Edwards, Kerr, Gillespie, Kendall, Comal, Guadalupe, Gonzales, Uvalde, Kinney, Medina, Bexar, Wilson, Karnes, Frio, Atascos, McMullen (partie au nord de la rivière Nueces). 

## Province ecclésiastique de San Antonio
L'archevêque de San Antonio est aussi ex officio le métropolitain de la province ecclésiastique de San Antonio. Celle-ci comprend, outre l'archidiocèse, les diocèses suffragants d'Amarillo, Dallas, El Paso, Fort Worth, Laredo, Lubbock et San Angelo.
Jusqu'en 2004, la province comprenait tous les diocèses du Texas (et couvrait donc tout l'État). Le 29 décembre 2004, le pape Jean-Paul II accorde au diocèse de Galveston-Houston le rang d'archidiocèse métropolitain, créant ainsi la province métropolitaine éponyme et lui transférant les diocèses suffragants d'Austin, Beaumont, Brownsville, Corpus Christi, Tyler et Victoria.
Les deux provinces texanes forment, avec la province d'Oklahoma City, la région X au sein de la Conférence des évêques catholiques des États-Unis, qui recouvre 3 États (Texas, Arkansas et Oklahoma).

## Enseignement catholique

### Universités
- Université du Verbe Incarné (University of the Incarnate Word, fondée en 1881)
- Université Notre-Dame du Lac (Our Lady of the Lake University, fondée en 1895)
- Université Sainte-Marie (St. Mary's University, fondée en 1852)

### Lycées
- Antonian College Preparatory High School, Castle Hills (fondé en 1964)
- Central Catholic Marianist High School, San Antonio (1852)
- Holy Cross of San Antonio, San Antonio (1957)
- Incarnate Word High School, San Antonio (1881)
- Our Lady of the Hills High School, Kerrville (2013)
- Providence High School, San Antonio (1951)
- St. Anthony Catholic High School, San Antonio (1903)
- St. Gerard Catholic High School, San Antonio (1927)
- John Paul II Catholic High School, Schertz (2009)

### Anciennes écoles
- St. Francis Academy - High school for girls
- St. Mary's School by the Riverwalk (1910–2004)

## Sources
Fiche de l'archidiocèse sur catholic-hierarchy.org